# Krasznyánszky Károly
Krasznyánszky Károly (Horóc, 1855. március 24. - Máramarossziget, 1920. november 26.) piarista szerzetes, tanár, egyházi író.

## Élete
Az egri cisztercita főgimnáziumban tanult.
1872-ben Egerben lépett a piarista rendbe. 1874-ben Privigyén, 1875-ben Kecskeméten tanult, 1876-1877-ben Privigyén és 1878-1879-ben Tatán tanított az elemi iskolában. 1880-ban fogadalmat tett, majd pappá szentelték. 1880-tól Rózsahegyen, 1883-tól Trencsénben volt gimnáziumi hittanár. 1894-től ugyanott rendházfőnök lett. Szlovák és magyar hitszónok is volt Trencsénben. Ünnepségek alkalmával is szónokolt. 1918-ban Máramarosszigetre vonult nyugalomba.
Helyi lapokba írt, szlovákul a Svornosť lapban jelentek meg cikkei. Felolvasásai voltak Trencsén vármegyei természettudományi egyesület estélyein és az ún. Szabadliceumban. 
Trencsén vármegye törvényhatósági bizottságának, illetve Trencsén város képviselőtestületének és iskolaszékének tagja volt. 1885-től a Budapesti Philologiai Társaság rendes tagja volt. A Felvidéki Magyar Közművelődési Egyesület alelnöke, trencsén vármegyei választmányának pénztárosa volt, 1918-ban pedig 32 éves tagságát követően tiszteletbeli elnöke lett.

## Elismerései
- 1910 Ferenc József-rend lovagkeresztje

## Művei
- 1880 A házi tűzhely a nevelés első színhelye. A Rózsahegyi kegyesrendi főgimnázium értesítője
- 1881 Az iskola a nevelés 2. színhelye és míly módon iparkodik az ifj. érzelmeire hatni? A Rózsahegyi kegyesrendi főgimnázium értesítője
- 1890 Trencsén vármegye művelődési viszonyai 1869-1889. A Trencséni katolikus főgimnázium értesítője (különnyomatban is)
- 1891 A bellusi hőforrások. A Trencsénvármegyei Természettudományi Egylet évkönyve 13-14.
- 1893 Trencsén szabad királyi város és vára vázlatos leírása. Trencsén
- 1894 Zsigmond József. A Trencséni katolikus főgimnázium értesítője
- 1897 A magyar orvosok és természetvizsgálók Trencsénben. A Trencsénvármegyei Természettudományi Egylet évkönyve 19-20.
- 1899 Munkácsi Elek. A Trencséni katolikus főgimnázium értesítője
- 1901 Természettudományi észleletek a rajeczi völgyben. A Trencsénvármegyei Természettudományi Egylet évkönyve 23-24.
- 1906 A trencséni "Mária kongregáció" története. A trencséni kir. kath. főgymnasium értesítője az 1905-1906. tanévről. Trencsén, 3-16.
- 1907 A bellusi nyaralótelep. A Trencsénvármegyei Természettudományi Egylet évkönyve 29-30.
- 1908 A regényes Vágvölgy várainak történelmi emlékei és regéi. A Trencséni katolikus főgimnázium értesítője (különnyomatban is)
- 1909 X. Pius pápa jubileumára. A Trencséni katolikus főgimnázium értesítője
- 1917 Janovszky László. A Trencséni katolikus főgimnázium értesítője

Egyéb írásai: Élményeim Boszniában; Szkalka története; Etnográfiai cikkek Trencsén vármegyéről; Turisztika a régi rómaiaknál.